# 戴維·沃倫
大衛·羅納德·德·梅伊·沃倫，AO（英語：David Ronald de Mey Warren，1925年3月20日—2010年7月19日）是一位澳洲科學家，飛行紀錄儀與駕駛艙語音記錄儀（也稱為FDR、CVR、和“黑盒子”）的发明人。
所有黑盒子都以橘色噴漆，並寫上「FLIGHT RECORDER, DO NOT OPEN」（飛行記錄器，請勿開啟）。沃倫過世後，其棺木根據本人聲言的囑託，也漆上了橘色的警示標誌，裡面寫著「FLIGHT RECORDER INVENTOR, DO NOT OPEN」（飛行紀錄器發明人，請勿開啟）。
沃倫並未申請黑盒子的專利權，但澳洲政府在2002年授予他澳大利亞官佐勳章，表彰他對航空工業的貢獻。

## 備註
1. ↑  飛行紀錄儀與駕駛艙語音記錄最初合併在同一個盒子。